# Welschbillig
Welschbillig ist eine Ortsgemeinde im Landkreis Trier-Saarburg in Rheinland-Pfalz. Sie gehört der Verbandsgemeinde Trier-Land an.

## Geographie

### Gemeindegliederung
Die Ortsgemeinde Welschbillig am gleichnamigen Bach besteht aus den Ortsteilen Welschbillig (1.892 Einwohner), Hofweiler (139), Ittel (300), Möhn (188) und Träg (139).
Zum Ortsteil Welschbillig gehören auch die Wohnplätze Burgmühle, Helenenberg, Helenenbergermühle, In der Au, Kalkofen, Kostermühle, Kunkelborn, Pelsermühle, Schilzenburg, Schwarzkreuz, Sturmsmühle sowie Grundhof; zum Ortsteil Träg gehören Windmühle, Bohrshof, Heidhof, Jägershof, Schneidershof, Sonnenhof sowie Marienwiesenhof; zum Ortsteil Ittel gehören Auwerbrück, Kyll sowie Wellkyll; zum Ortsteil Möhn gehören die Wohnplätze Hoxberg, Thussengshof und Heinzhof.

### Nachbargemeinden
Benachbarte Gemeinden sind Dahlem, Auw an der Kyll, Hosten, Zemmer, Kordel, Newel, Ralingen, Eisenach, Gilzem, Idesheim, Idenheim und Trimport.

## Ortsnamen
Der Ortsnamensteil „Welsch-“ könnte darauf hinweisen, dass, nach dem Zusammenbruch des Weströmischen Reiches, an diesem Platz noch bis ins frühe Mittelalter hinein eine in romanisierter oder zumindest romanischer Siedlungskontinuität lebende (Ur-)Bevölkerung ansässig war. Diese These unterstützt der Umstand, dass der Namensteil „-billig“ höchstwahrscheinlich auf den galloromanischen Ortsnamen „Billiaco“ (798) zurückzuführen ist. Dieser wiederum konstituiert sich aus dem Personennamen „Billius“ sowie dem keltischen Suffix „-acum“ („Anwesen, Landgut von“) und bedeutet demnach „Gut des Billius“. Eine Übersetzungsmöglichkeit für Welschbillig wäre also „das von Welschen bewohnte Landgut des Billius“.
Eine eventuell vermutete Namensverwandtschaft mit den beiden, etwa 25 km südwestlich gelegenen, Moselgemeinden Oberbillig und Wasserbillig erscheint indes abwegig zu sein, da jene auf den altrömischen Handelshafen Biliacum referieren.

## Geschichte

### Römische Epoche

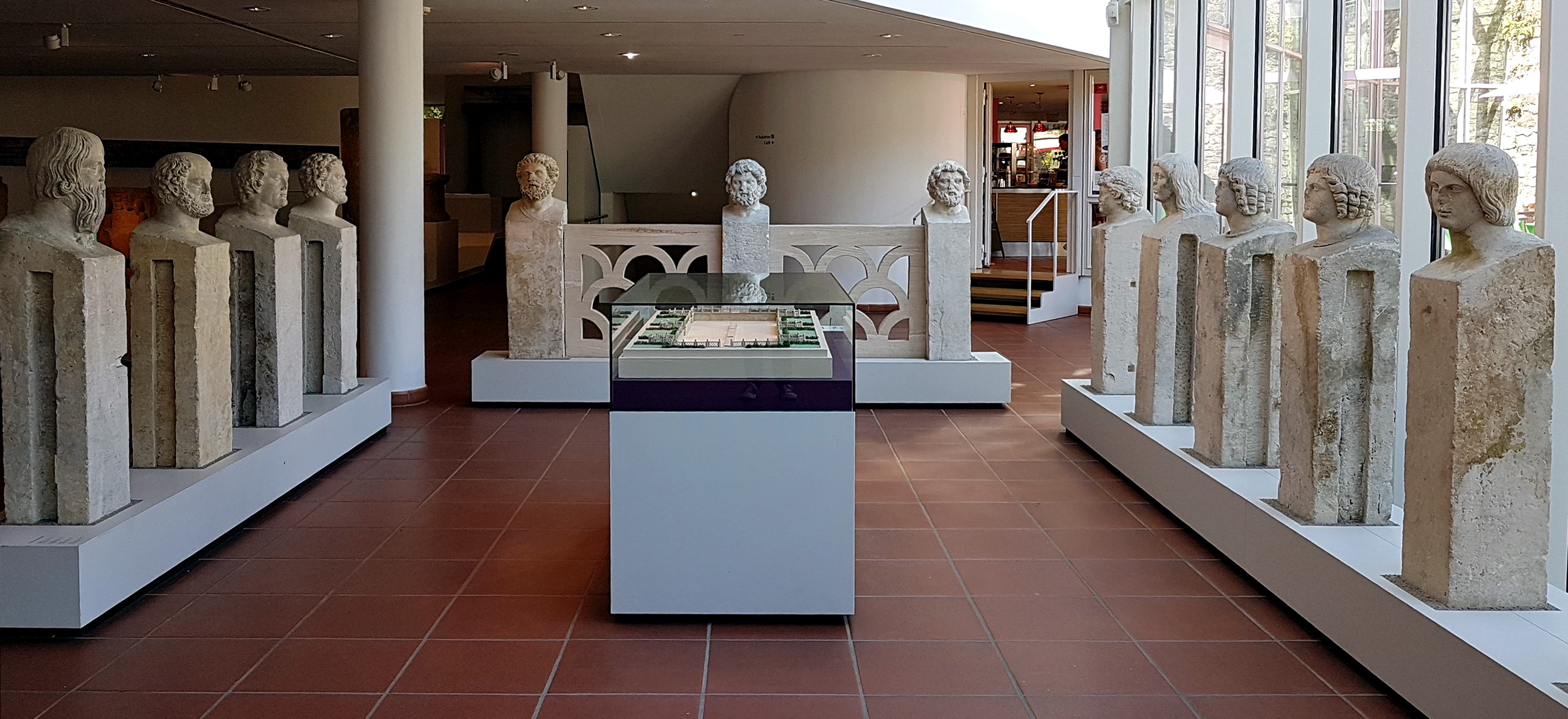
Hermen von Welschbillig im Rheinischen Landesmuseum Trier

Ab der Mitte des 2. Jahrhunderts ist eine römische Villa rustica im Bereich der neugotischen Pfarrkirche St. Peter in Ortszentrum von Welschbillig nachweisbar. An ihrer Stelle entstand im späten 3. Jahrhundert ein bedeutend größeres herrschaftliches Anwesen, das im 4. Jahrhundert aber nochmals umgebaut worden ist. Diese Villa schloss sich U-förmig an ein 58,3 mal 17,8 Meter großes Prachtbassin an, das von vermutlich 112 Hermen umstellt war. 70 Hermen waren bei der Ausgrabung erhalten und stammen wahrscheinlich aus dem 4. Jahrhundert, ein weiterer, erst 1958 gefunden, konnte nicht sicher zugeordnet werden. Ein Großteil der aufgefundenen Köpfe dieser Hermen, heute im Rheinischen Landesmuseum Trier, lassen deutlich unterschiedliche Völker, z. B. Römer, Griechen, Kelten und Germanen, sowie Götter erkennen. Es wird vermutet, dass dieses einmalige Wasserbecken zu einem Palast des in Trier (Augusta Treverorum) residierenden Kaisers oder zumindest eines Verwalters des 220 Quadratkilometer großen Langmauerbezirks gehörte, in dessen südwestlichem Bereich die Villa lag. Erst beim Bau der neugotischen Pfarrkirche konnte fast die gesamte Anlage, die einen guten Teil des Ortes einnahm, freigelegt und dokumentiert werden.

### Vorkarolingische und frühmittelalterliche Zeit
634 wurden Welschbillig sowie die Orte Newel, Sülm und Röhl mit ihren Kirchen und Zugehörungen von König Dagobert I. (Trier-Aufenthalt: 624 bis 625) der Kirche des heiligen Paulinus (Paulinstift Trier) geschenkt. Zu dieser Zeit war Modoald Bischof von Trier. 981 wurde diese Schenkung in einer Urkunde des Erzbischofs Egbert von Trier erwähnt. Welschbillig wird in der genannten Urkunde erstmals unter dem Namen Billike genannt.

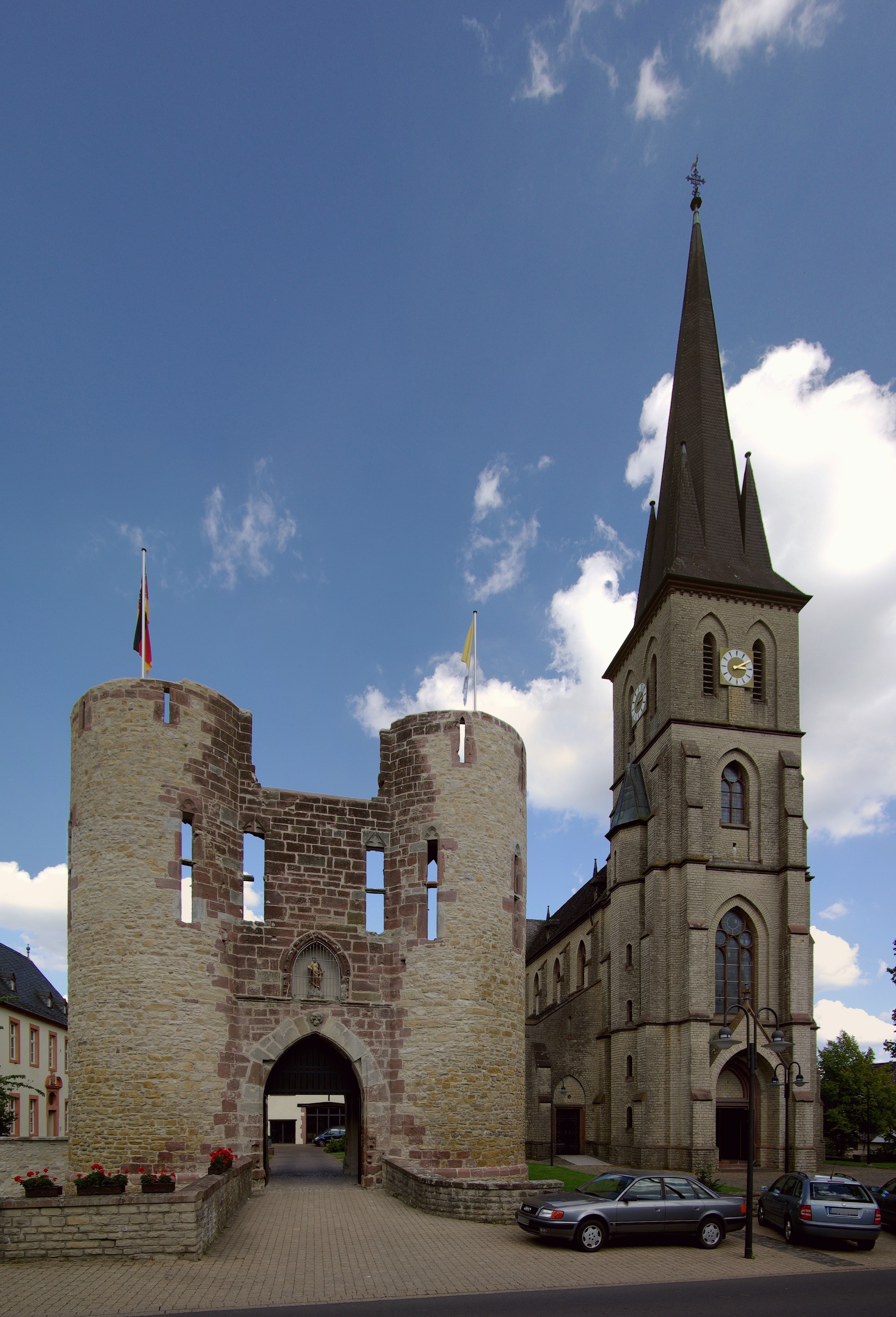
Tor der Burg und Pfarrkirche St. Peter

### Mittelalter
Um die Mitte des 13. Jahrhunderts bauten die Trierer Kurfürsten eine Befestigung aus dem 12. Jahrhundert, welche im Bereich der ehemaligen römischen Prachtvilla stand, zu einer Wasserburg mit vier Ecktürmen aus. Sie darf als Keimzelle für den weiteren Ortsausbau angesehen werden.
1291 verlieh König Rudolf von Habsburg (1218 bis 1291) Welschbillig zusammen mit Bernkastel, Mayen, Montabaur, Saarburg und Wittlich die Stadtrechte. Aus diesem Anlass wurde die vorhandene Wasserburg zu einer kurtrierischen Landesfestung ausgebaut. Noch heute bestimmt die hochaufragende Ruine des damaligen Torbaus neben erhaltenden Teilen des Burggrabens mit innerer und äußerer Umfassungsmauer sowie an der Nordwestecke ein Dreiviertelturm das Erscheinungsbild des Ortsmittelpunkts. Von der ehemals 1,5 km langen Stadtmauer; die spätestens kurz nach der Stadtrechtsverleihung errichtet wurde, sind ebenso noch Reste erhalten, wie von zwei Stadttoren.
Welschbillig war bis zum Ende des 18. Jahrhunderts Sitz des kurtrierischen Amtes Welschbillig.

### Frühneuzeit
Am 28. Dezember 1601 eroberte der Herzog von Luxemburg im Verlauf einer Fehde zwischen dem Kurfürsten von Trier und der Reichsabtei St. Maximin als Verbündeter des Abtes die Städte Welschbillig und Ehrang durch Überrumpelung und brandschatzte ihre Bewohner. Im sogenannten Holländischen Krieg wurde die Welschbilliger Landesburg 1673/74 durch Truppen des französischen Sonnenkönigs Ludwig XIV. zerstört.
Welschbillig wurde danach nicht mehr als Stadt sondern nur noch als Flecken bezeichnet.
Auf dem Grund des im ehemaligen Nordflügel der Festung vermuteten Burghauses entstand zu Beginn des 18. Jahrhunderts das kurfürstliche Amtshaus. Es gilt als frühes Beispiel barocken kurfürstlichen Landbauwesens und wird heute als Pfarrhaus genutzt. Noch heute ist über dem Eingang das Wappen des Erzbischofs Karl Josef von Lothringen zu sehen. Das Pfarrhaus wurde zeitgleich mit der Pfarrkirche St. Peter in den 1970er-Jahren aufwendig restauriert.
Bedeutend ist auch der im Burghof stehende, ebenfalls im 18. Jahrhundert errichtete Brunnen aus Rotsandstein.

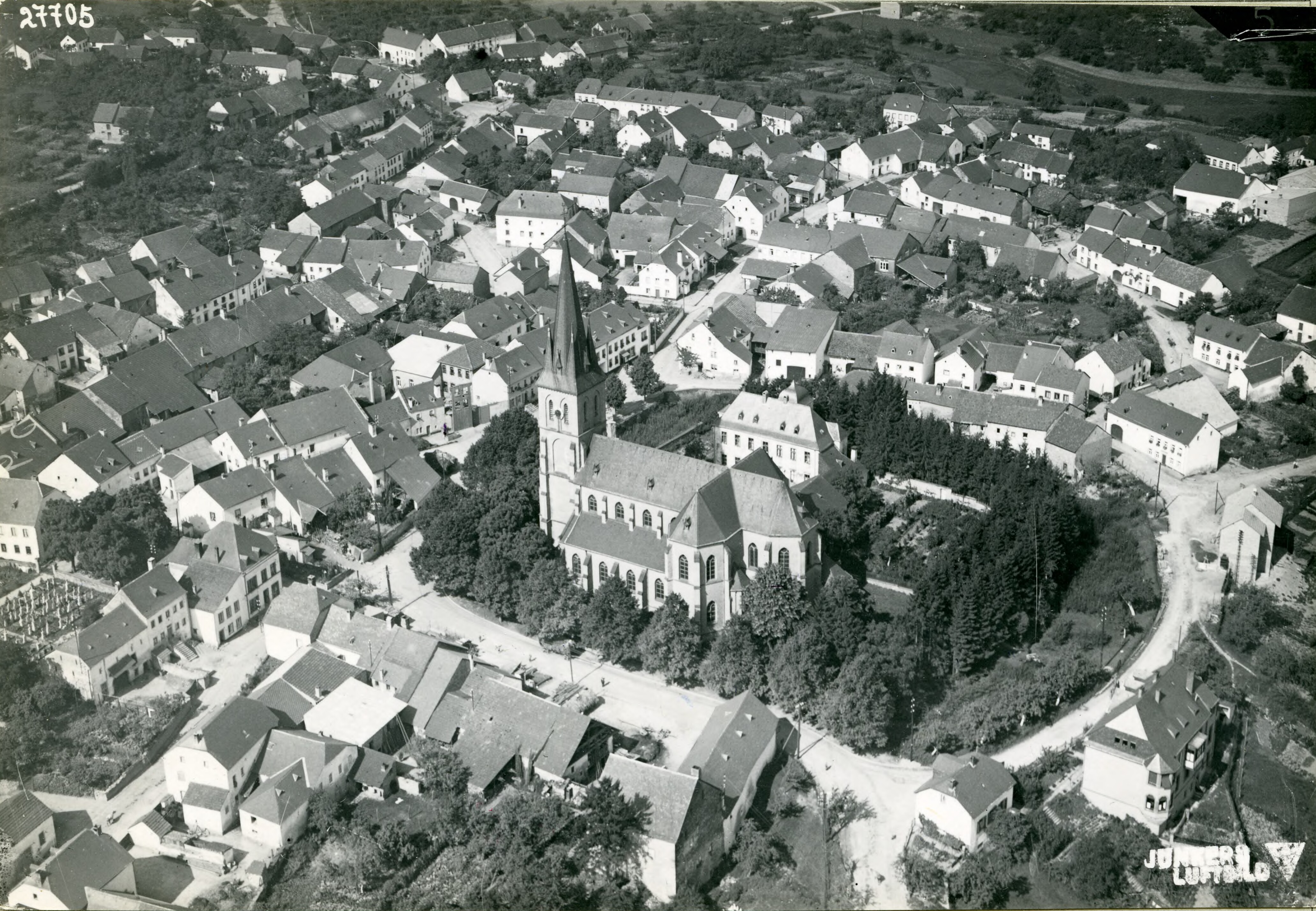
Welschbillig im Jahr 1929

### Neuzeit
Anfang des 19. Jahrhunderts wurde Welschbillig Sitz der preußischen Bürgermeisterei Welschbillig im Landkreis Trier.
Auf dem südlichen Flügel der ehemaligen Landesfestung, direkt neben der Ruine des zugehörigen Torbaus, steht die von 1888 bis 1890 von Dombaumeister Reinhold Wirtz aus Trier erbaute katholische Pfarrkirche St. Peter. Die Basilika aus gelbem Sandstein ist ein gutes Zeugnis neugotischen Bauens. Die mit der Architektur eine Einheit bildende historische Ausstattung hat sich zum größten Teil erhalten. Auffällig sind nur die hochwertigen bunten Fenstergläser neueren Datums. Sie wurden nach dem Krieg u. a. vom damaligen Amtsbürgermeister des (bundesdeutschen) Amtes Welschbillig gestiftet. Der ganze Bau ist 1976 restauriert worden.
Am 31. Dezember 1975 wurden die bis dahin selbständigen Gemeinden Hofweiler, Ittel und Möhn eingemeindet.

### Bevölkerungsentwicklung
Die Entwicklung der Einwohnerzahl von Welschbillig bezogen auf das heutige Gemeindegebiet, die Werte von 1871 bis 1987 beruhen auf Volkszählungen:
| Jahr | Einwohner |
| ---- | --------- |
| 1815 | 1.062     |
| 1835 | 1.590     |
| 1871 | 1.839     |
| 1905 | 2.132     |
| 1939 | 2.413     |
| 1950 | 2.404     |
| 1961 | 2.373     |

| Jahr | Einwohner |
| ---- | --------- |
| 1970 | 2.490     |
| 1987 | 2.285     |
| 1997 | 2.539     |
| 2005 | 2.538     |
| 2015 | 2.575     |
| 2017 | 2.621     |
| 2022 | 2.628     |

## Politik

### Gemeinderat
Der Ortsgemeinderat in Welschbillig besteht aus 20 Ratsmitgliedern, die bei der Kommunalwahl am 9. Juni 2024 in einer personalisierten Verhältniswahl gewählt wurden, und dem ehrenamtlichen Ortsbürgermeister als Vorsitzendem.
Die Sitzverteilung im Ortsgemeinderat:
| Wahl | SPD | CDU | FW | FBL | Gesamt   |
| ---- | --- | --- | -- | --- | -------- |
| 2024 | 2   | 7   | 11 | –   | 20 Sitze |
| 2019 | 3   | 6   | 11 | –   | 20 Sitze |
| 2014 | 4   | 10  | 4  | 2   | 20 Sitze |
| 2009 | 4   | 11  | 4  | 1   | 20 Sitze |
| 2004 | 4   | 9   | 3  | –   | 16 Sitze |
| 1999 | 4   | 10  | 2  | –   | 16 Sitze |

- FW = Freie Wähler Welschbillig & Ortsteile e. V.
- FBL = Freie Bürger Liste

### Bürgermeister
Dieter Bretz wurde am 3. Juli 2019 Ortsbürgermeister von Welschbillig. Bei der Direktwahl am 26. Mai 2019 war er mit einem Stimmenanteil von 75,27 % gewählt worden. Bei der Direktwahl am 9. Juni 2024 wurde er als einziger Bewerber mit 64,9 % für weitere fünf Jahre wiedergewählt.
Liste der bisherigen Bürgermeister:
- 176300000 – Bürgermeister Mathias Roth
- 177200000 – Bürgermeister Wilhelm Backendorf/Bickendorf
- 178500000 – Bürgermeister Theodor Roth
- 180000000 – Bürgermeister Johann Peter Limbourg
- 0000–1900 – Bürgermeister Nikolaus Ritzler
- 1949–1967 – Amtsbürgermeister Bernhard Müller (CDU)
- 1945–1960 – Ortsbürgermeister Matthias Wagner
- 1960–1969 – Ortsbürgermeister Theodor Metzdorf
- 1969–1984 – Ortsbürgermeister Karl Buschmann (CDU)
- 1984–1996 – Ortsbürgermeister Artur Olk (CDU)
- 1996–2009 – Ortsbürgermeister Helmut Becker (CDU)
- 2009–2019 – Ortsbürgermeister Werner Olk (CDU)
- 2019–0000 – Ortsbürgermeister Dieter Bretz (Freie Wähler)

### Wappen
Blasonierung: „In Rot über blauem Schildfuß eine silberne Burg mit Ringmauer und blau bedachten Türmen, links überhöht von einem schwebenden, silbernen Schild mit durchgehendem rotem Kreuz.“
Wappenerklärung: Die weiße Burg mit Doppelturmtor (noch vorhanden) steht für die mittelalterliche Stadtbefestigung und die Wehrhaftigkeit des Ortes, das rote Kreuz auf Silber ist das Wappen von Kurtrier, zu dessen Herrschaft der Ort mit Amt gehörte.

## Vereine
- KV Welschbillig 1976 e. V., Karnevalsverein
- Der SV Welschbillig ist ein Breitensportverein mit Abteilungen für Fußball, Tennis, Laufen, Turnen und weitere Sportarten.
- Förderverein Freiwillige Feuerwehr Welschbillig e. V., Freiwillige Feuerwehr Welschbillig
- Der Musikverein Lyra Welschbillig e. V. feierte 2006 sein hundertjähriges Bestehen.
- Heimatfreunde Welschbillig e. V., gegründet 2011[15]
- Die SSG Welschbillig 1978 e. V., der Sportschützenverein mit Schießstand in Kordel
- Badminton Club Welschbillig e. V., gegründet 1974.
- Ritterorden Welschpilliche e. V., Mittelalterverein
- Der Angelsportverein Welschbillig 1975 e. V.
- Heimatverein Träg 1975 e. V., Heimatverein des Ortsteils Träg[16]
- Kultur- und Heimatverein Möhn (KuHM), gegründet 2014

## Sehenswürdigkeiten
- Sehenswert ist die Ruine der Wasserburg von Welschbillig im Zentrum des Ortes, siehe Burg Welschbillig
- Das Kurfürstliche Amtshaus und heutige Pfarrhaus wurde Anfang des 18. Jahrhunderts auf der Nordseite des Burghofes errichtet.
- Der Hermenbrunnen als Denkmal für die einstige römische Prachtvilla und den Ursprung des Ortes wurde 1994 eingeweiht und zeigt einige ausgewählte Kopien der hier gefundenen spätantiken Hermenköpfe.
- Die neugotische Kirche St. Peter wurde 1888–1890 von Dombaumeister Reinhold Wirtz, Trier, erbaut. Sie steht auf dem Gelände der ehemaligen Burg und wurde 1976 restauriert.
- Das Geider Kreuz von 1904 und Kreuzweg von 1984 mit modernen Bronzereliefs[17] von Pater Rudolf Fritz, SMM.
- Die Kirche auf dem Helenenberg mit barockem Schiff und spätgotischem Kirchenbau wurde im 19. und 20. Jahrhundert mehrfach umgebaut und erweitert.

Siehe auch: Liste der Kulturdenkmäler in Welschbillig

Bauwerke in Welschbillig
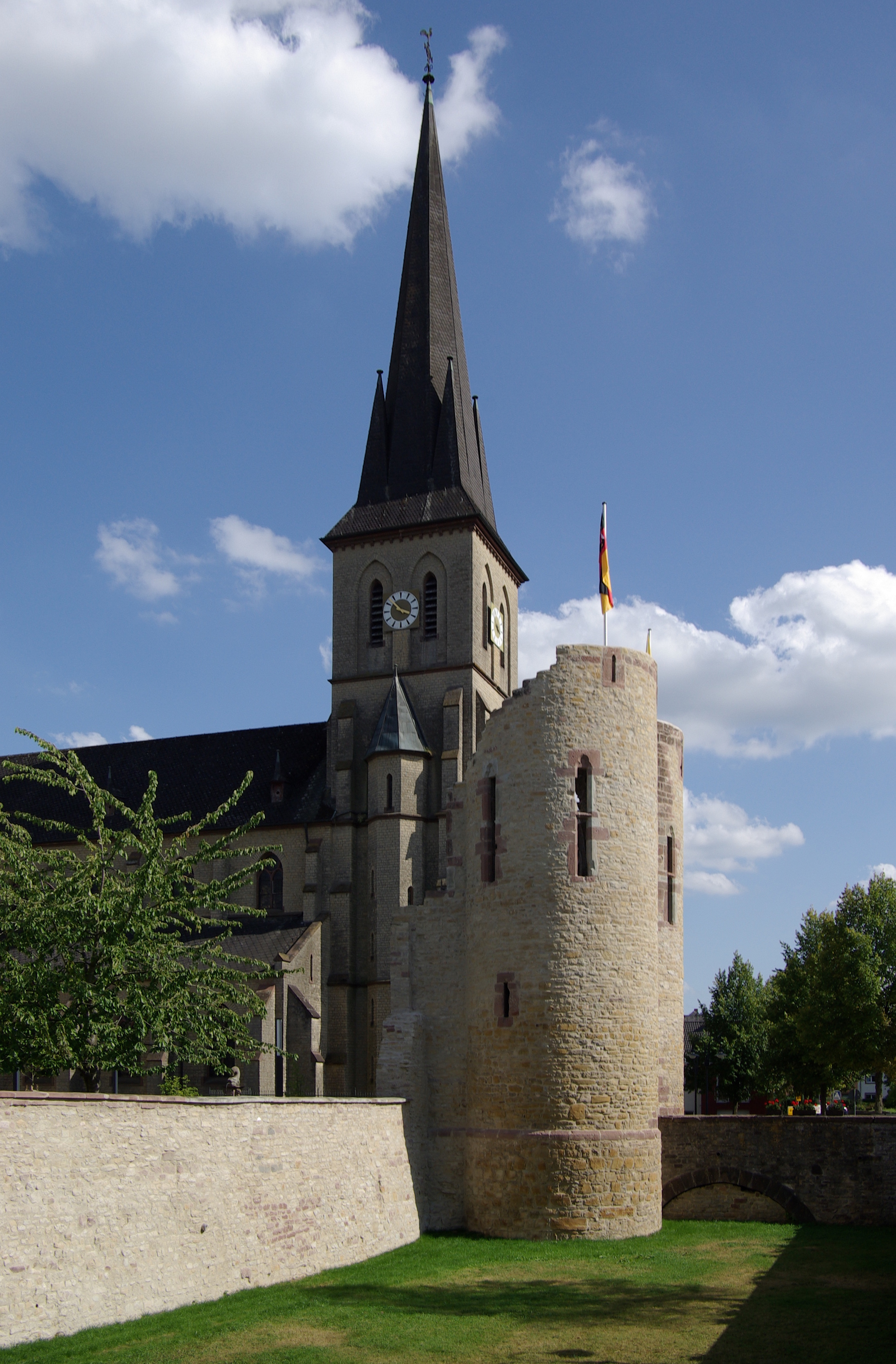
Burgtor und Kirche St. Peter
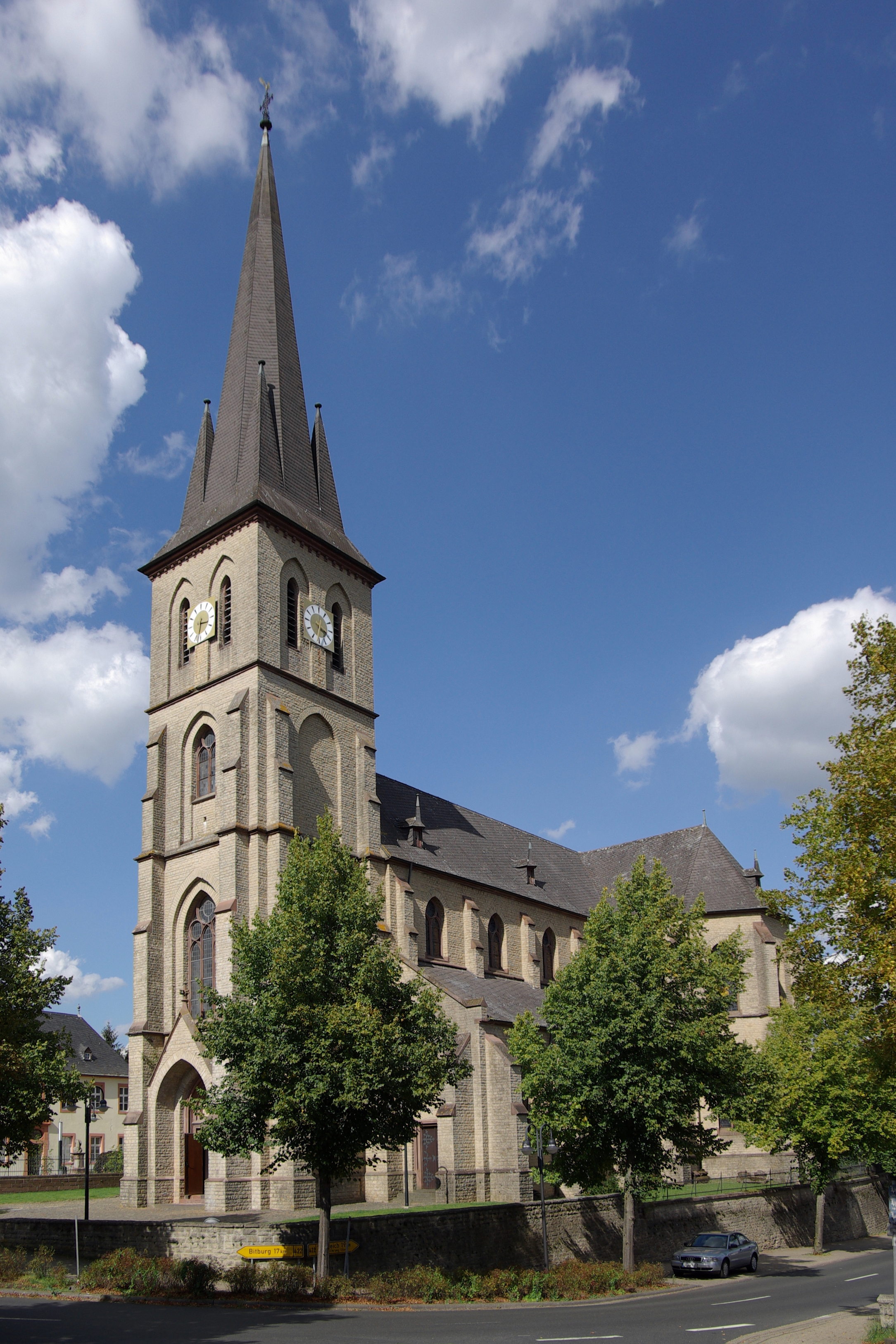
Pfarrkirche St. Peter
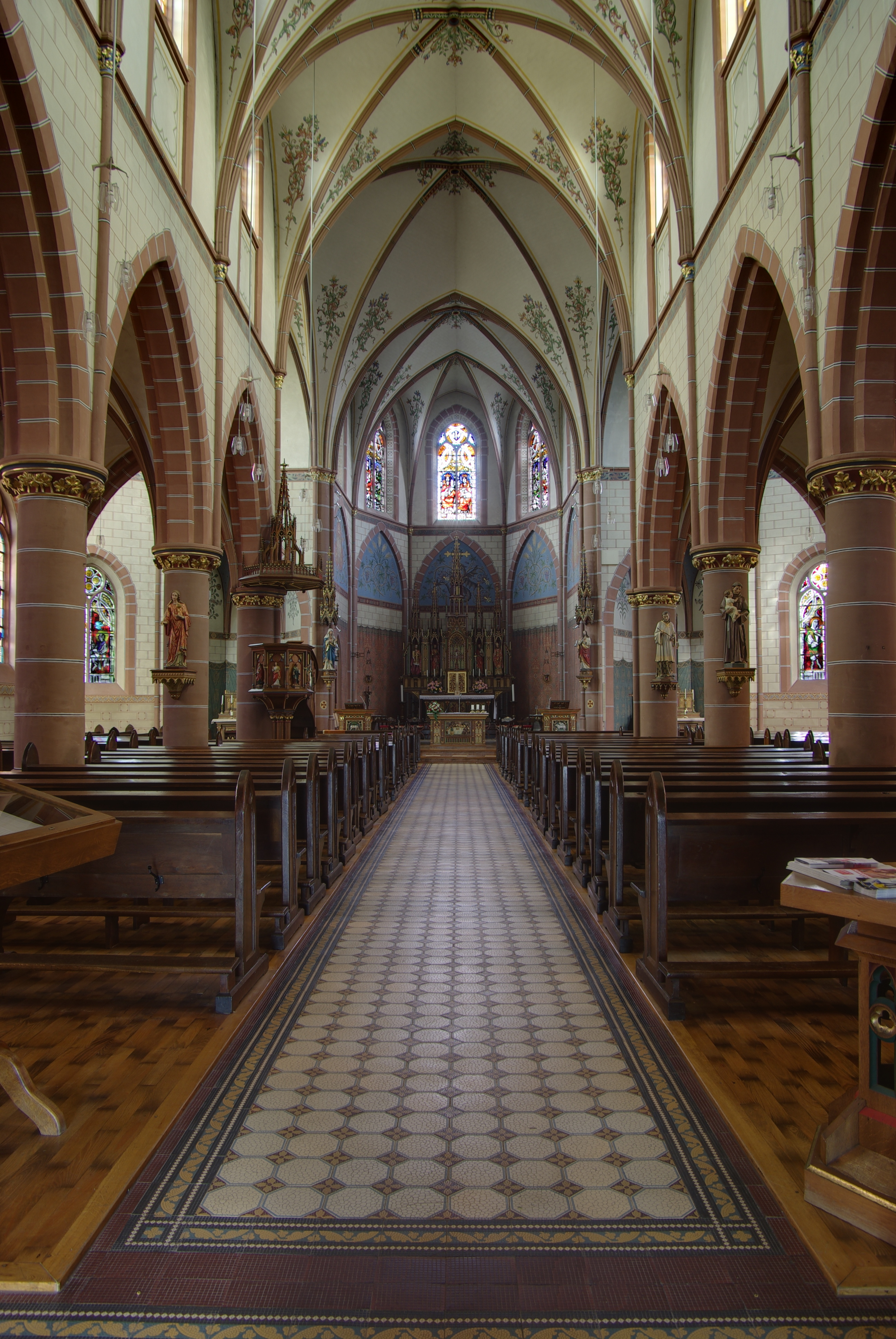
Pfarrkirche St. Peter, Innenansicht
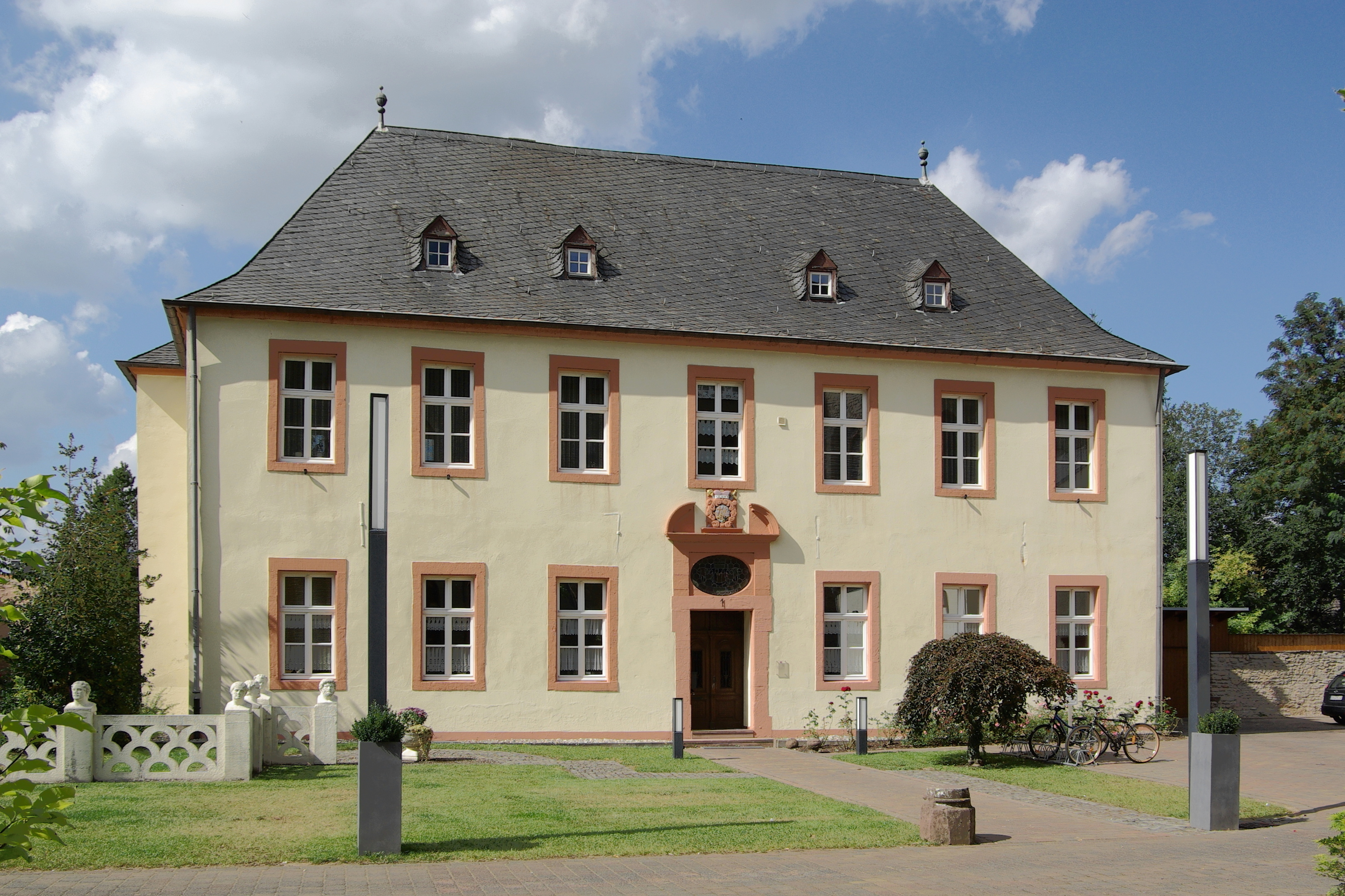
Barockes Amtshaus, heute Pfarrhaus
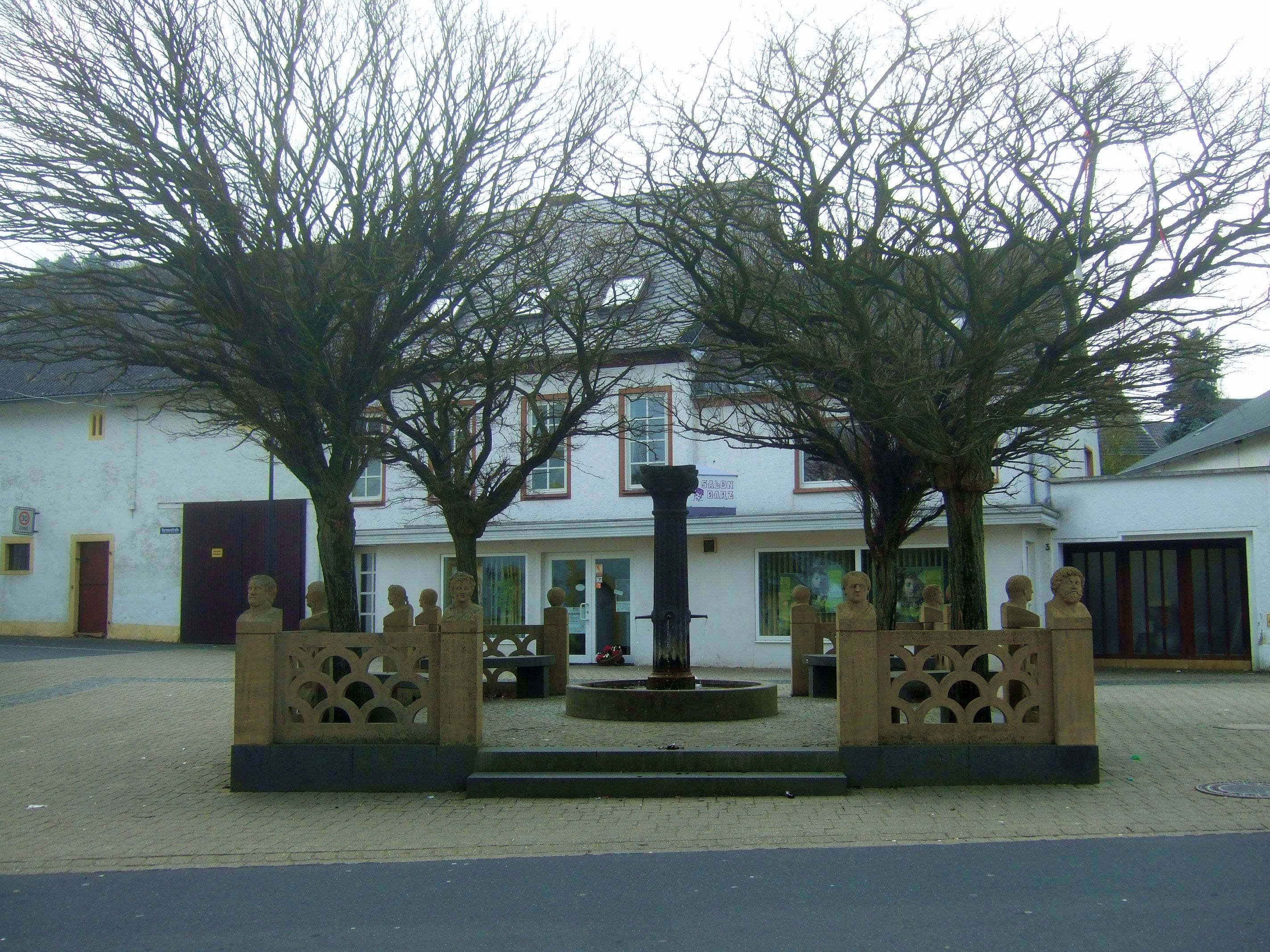
Hermenbrunnen

## Persönlichkeiten
In Welschbillig geboren
- Johann Peter Limbourg (1832–1891), Reichstagsabgeordneter aus Helenenberg
- Edmund Banaschewski (1907–1992), Verleger und Politiker
- Eduard Lichter (1920–2009), Archivrat im Bistum Trier, geb. in Welschbillig und Verfasser der Ortschronik: Welschbillig und Umgebung. Geschichte des Ortes, der Pfarrei und des Amtes Welschbillig (1977)

- Hans-Georg Bürger (1952–1980), Automobil-Rennfahrer

Mit Welschbillig verbunden
- Bernhard Lemling (1904–1961), Dichter und Chorleiter in Welschbillig